# Mörkedal (naturreservat)
Mörkedal är ett naturreservat i Åtvidabergs kommun i Östergötlands län.
Området är naturskyddat sedan 2018 och är 71 hektar stort. Reservatet omfattar höjder med en våtmark i öster allt beläget sydost om gården Mörkedal. Reservatet består av hällmarkshöjder bevuxna med tallskog, sluttningar med grov gammal granskog och sumpskog.